# 서귀포국악방송
서귀포국악방송(西歸浦國樂放送, Seogwipo Gugak Broadcasting System)은 대한민국 전통 및 창작 국악 보급 교육과 국악의 대중화를 위하여 2015년 12월 29일에 개국한 문화체육관광부 소관의 재단법인으로 대한민국 제주 서귀포시 지역의 국악 전문 공영 라디오 방송국이다.

## 방송국 개요
제주국악방송
- 위치: (63309) 제주특별자치도 제주시 첨단로 213-3 제주첨단단지 엘리트빌딩
- 개국: 2015년 12월 29일
- 방송권역
  - 일부: 서귀포시

자세한 링크 https://www.igbf.kr/gugak_web/?sub_num=904

## 주요 사업
- 국악방송사업
- 국악방송프로그램의 제작보급
- 국악창작교육연구 및 각종 대중화사업

## 연혁

### 2010년대
- 2015 12.29 제주국악방송 개국
- 2015 12.29 제주국악방송 개국 축하음악회 「 우리국악 넘실 넘실 」

## 조직

### 사장
- 이사회
- 감사

### 방송본부
- 심의자료실
- 경영기획부
- 방송제작부
- 방송기술부
  - 방송망인프라팀
- 문화영상콘텐츠부
- 광주국악방송
- 대전국악방송

## 방송 송출 시설망
| 송신소        | 주파수     | 출력 | 송신소 위치                | 비고  |
| ------------- | ---------- | ---- | -------------------------- | ----- |
| 삼매봉 송신소 | FM 106.9㎒ | 500W | 제주 서귀포시 서홍동 822-1 | [ 1 ] |

### 로고송
- 정겨운 노래가 들려요 흥겨운 장단에 춤춰요 당신의 미소가 번져요 사랑해요 국악방송[2]
- 어화둥둥 내 사랑 둥기둥 두덕 둥기둥 두덕 어화둥둥 내 사랑 사랑해요 국악방송[3]
- 음~ 랄라라 라라라~ 랄라라 라라라~ 랄라라라라 랄랄라 국악방송 사랑해~ 국악방송 사랑해~[4]

## 방송
- 월 ~ 금 08:55, 13:55, 15:55, 19:55 - 국악방송에서 전하는 문화소식입니다 <왕준호>
- 월 ~ 일 05:00 ~ 07:00 - 솔바람 물소리 [대전] <김성필>
- 월 ~ 일 07:00 ~ 08:55 - 창호에 드린 햇살 <박경소>
- 월 ~ 일 09:00 ~ 11:00(본), 00:00 ~ 02:00(재) - 국악산책 <송지원>
- 월 ~ 금 11:00 ~ 12:00(본), 22:00 ~ 23:00 (재) - 문화시대 김경란입니다 <김경란>
- 토 11:00 ~ 12:00 - 이금희와 함께 음악의 숲을.. <이금희>
- 월 ~ 일 12:00 ~ 14:00 - 음악이 흐르는 마루 [전주] <이진영>
- 월 ~ 금 14:00 ~ 16:00 - 바투의 상사디야 <바투>
- 토 ~ 일 14:00 ~ 16:00 - 온고을 상사디야 [전주] <강길원>,<방수미>
- 월 ~ 일 16:00 ~ 17:40 - 노래가 좋다 <황민왕>
- 월 ~ 일 17:40 ~ 18:00 - 오정해가 전하는 엄마의 국악 '달강달강' <오정해>
- 월 ~ 일 18:00 ~ 20:00 - 맛있는 라디오 <김필원>
- 월 ~ 목 20:00 ~ 21:00 - FM국악당 <현경채>
- 금 20:00 ~ 21:00 - 김상연의 FM국악당 [광주] <김상연>
- 토 20:00 ~ 21:00 - 신찬균의 FM국악당 [대전] <신찬균>
- 일 20:00 ~ 21:00 - 연구의 현장 <박정경>
- 월 ~ 일 21:00 ~ 22:00 - 글과 음악의 온도 <황인찬>
- 월 ~ 금 23:00 ~ 00:00 - 음악의 교차로 <신창렬>
- 토 ~ 일 22:00 ~ 23:00 - 원일의 여시아문 <원일>
- 토 ~ 일 23:00 ~ 00:00 - 황윤기의 세계음악여행 <황윤기>
- 월 ~ 일 02:00 ~ 05:00 - 흐르는 음악처럼 [광주] <진행자 없음>

## 참조
1. ↑  제주국악방송(삼매봉) 방송 시스템 설치 사업
2. ↑  “보관된 사본”. 2016년 9월 27일에 원본 문서에서 보존된 문서. 2020년 6월 15일에 확인함.
3. ↑  http://skun.info/radio2011/play.php?url=http://cfile24.uf.tistory.com/original/184A134C4F0EE73913A37B 보관됨 2016-09-27 - 웨이백 머신, http://skun.info/radio2011/play.php?url=http://cfile1.uf.tistory.com/original/125C71344E6E783C231DD5 보관됨 2016-09-27 - 웨이백 머신
4. ↑  “보관된 사본”. 2016년 9월 27일에 원본 문서에서 보존된 문서. 2020년 6월 15일에 확인함.